# Peter Norman

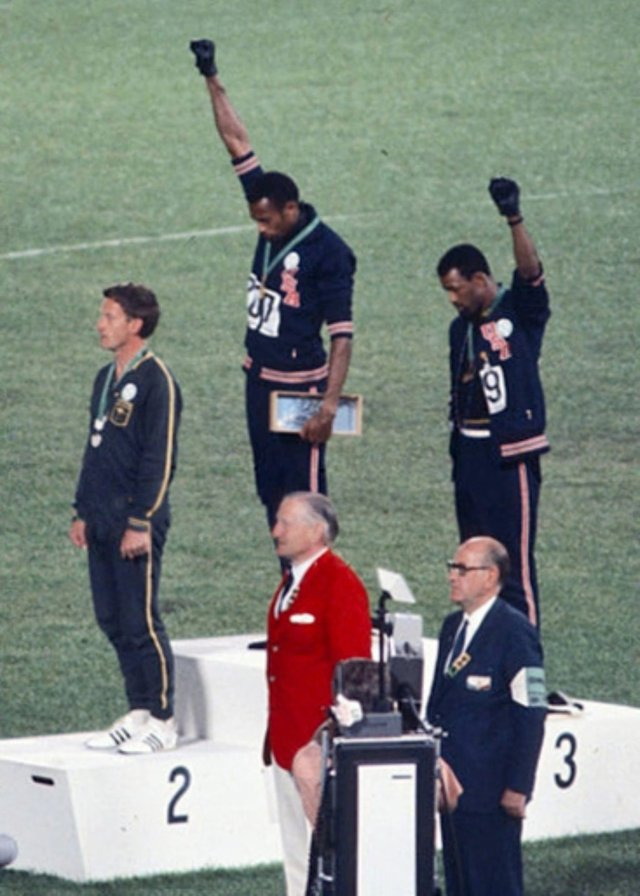
Entrega de la medalla olímpica con el gesto de los Panteras negras.

George Peter Norman (n. 15 de junio de 1942 – f. 3 de octubre de 2006) fue un atleta australiano. Conocido por ganar la medalla de plata en los 200 metros en los Juegos Olímpicos de México en 1968. Su tiempo de 20,06 segundos sigue en pie como el récord australiano en 200 m. Fue pentacampeón de los 200 m en Australia. También es conocido por su apoyo a John Carlos y Tommie Smith cuando hizo su famoso gesto en la ceremonia de entrega de medallas en los Juegos Olímpicos 1968. 

## Biografía
Norman creció en Coburgo, Victoria. Inicialmente trabajó como aprendiz de carnicero, Norman posteriormente se convirtió en maestro, y trabajó para el Departamento Victoriano del Deporte y la Recreación hacia el final de su vida. Antes de los Juegos Olímpicos de 1968, Norman era entrenador en el club de fútbol de West Brunswick como una manera de mantenerse en forma en el invierno cuando era temporada baja para el circuito del Atletismo. 

### Juegos Olímpicos de 1968
Artículo principal: Saludo del Black Power en los Juegos Olímpicos de 1968.
Los medallistas de oro y bronce en los 200 metros en los Juegos Olímpicos de 1968 fueron los estadounidenses Tommie Smith y John Carlos, respectivamente. Mostró un escudo de apoyo en el pecho en el podio durante la ceremonia de entrega de medallas, durante la cual ocurrió el famoso saludo del "Poder Negro" llevado a cabo por Smith y Carlos mientras se izaba la bandera norteamericana y escuchaba el himno. 
Lo que es menos conocido es que Norman, un blanco australiano, se puso una placa en el podio en apoyo de su causa: el Proyecto Olímpico para los Derechos Humanos (OPHR). Camino a la ceremonia de entrega de medallas, Norman vio la placa usada por Paul Hoffman, miembro blanco de la Selección de Estados Unidos (Remo), y le preguntó si podía llevarla. También fue Norman quien sugirió que Smith y Carlos compartieran los guantes negros utilizado en su saludo, pues Carlos había dejado su par en la Villa Olímpica. Por esta razón Tommie Smith levantó el puño derecho, mientras que John Carlos levantó el izquierdo. Al preguntarle la prensa sobre su muestra de apoyo a Smith y Carlos, Norman declaró que se oponía a la política discriminatoria de Australia, que -a pesar de ser revocada en 1968- aún implicaba exclusiones, como que los australianos aborígenes no fueran incluidos en el censo nacional, además de otras muestras de rechazo social y legales que propiciaban desventajas económicas del grupo étnico respecto a la mayoría de los australianos blancos.[cita requerida]
Las autoridades australianas para los Juegos Olímpicos lo reprendieron y los medios de su país le condenaron al ostracismo.[cita requerida]

### Luego de los Juegos Olímpicos
A pesar de que Norman logró tiempos sorprendentes de calificación, tanto en pruebas de 100 y 200 metros en 1971 para las Olimpiadas de Múnich 1972, el comité seleccionador del equipo olímpico australiano decidió no enviarlo a la pista debido a su comportamiento en los Juegos de 1968.
Después de 1968 jugó 67 partidos para el West Brunswick entre 1972 y 1977, antes de entrenar un equipo de menores de 19 años en 1978. Norman siguió corriendo, pero contrajo gangrena en 1985 después de desgarrarse el tendón de Aquiles durante un entrenamiento, lo que casi llevó a su pierna a ser amputada, hecho que le provocó una profunda depresión y un consumo excesivo de alcohol.

### Últimos años
Norman fue ignorado por las autoridades australianas organizadoras de los Juegos Olímpicos de Sídney 2000, pero, finalmente, formó parte del evento después de haber sido invitado por los norteamericanos cuando se enteraron de que su país había renunciado a hacerlo. El 17 de octubre de 2003, San Jose State University descubrió una estatua que conmemora la protesta en los Juegos Olímpicos de 1968. Norman no se incluyó como parte de la estatua en sí, pero fue invitado a pronunciar un discurso en la ceremonia. 
Norman murió de un ataque al corazón el 3 de octubre de 2006 en Melbourne, a la edad de 64 años. Tanto Smith como Carlos, aquellos compañeros de podio, elogiaron y fueron portadores del féretro en el funeral de Norman. La banda que los acompañaba tocó "Carros de fuego".